# Turtle Peak
Der Turtle Peak ist ein 600 m hoher markanter und nahezu unvereister felsiger Berggipfel an der Walgreen-Küste des westantarktischen Marie-Byrd-Lands. Er ragt südlich des Hedin-Nunatak in unmittelbarer Nachbarschaft zu einem Grat auf, der sich vom Mount Murphy in südwestlicher Richtung erstreckt.
Der United States Geological Survey kartierte ihn anhand eigener Vermessungen und Luftaufnahmen der United States Navy aus den Jahren von 1959 bis 1966. Das Advisory Committee on Antarctic Names benannte ihn im Jahr 1967 nach dem Polarlichtforscher John P. Turtle, der 1962 auf der Byrd-Station tätig war.